# روبرت مارشال (كاتب)
روبرت مارشال (بالإنجليزية: Robert Marshall)‏ هو كاتب أمريكي، ولد في 1960.